# 双流機場2航站楼駅
双流機場2航站楼駅（そうりゅうきじょう2こうたんろうえき、簡体字中国語: 双流机场2航站楼站）は、中華人民共和国四川省成都市双流区にある、成都軌道交通の成都地下鉄10号線の駅である。2017年9月6日に開業した。
成都双流国際空港第2ターミナルの地下にあり、成貴旅客専用線の双流機場駅とも接続している。

## 参照
1. ↑  通车！地铁10号线一期今天试运营 “最成都号”上线首发_网易新闻